# Многогранник Ньютона
Многогранник Ньютона — многогранник с целочисленными вершинами в n-мерном евклидовом пространстве,
который строится по многочлену от n переменных.

## Конструкция
Предположим
{\displaystyle f(x_{1},x_{2},\dots ,x_{n})=\sum a_{i_{1},\dots ,i_{n}}x_{1}^{i_{1}}\dots x_{n}^{i_{n}}}
есть многочлен от n переменных.
Обозначим через {\displaystyle I} множество всех мультииндексов {\displaystyle i_{1},\dots ,i_{n}} таких, что {\displaystyle a_{i_{1},\dots ,i_{n}}\neq 0}.
По определению многочлена {\displaystyle I} конечно.
Выпуклая оболочка
{\displaystyle N_{f}=\mathop {\rm {Conv}} I\subset \mathbb {R} ^{n}}
называется многогранником Ньютона многочлена {\displaystyle f}.

## Свойства
- Типичное число ненулевых решений системы полиномиальных уравнений {\displaystyle f_{1}=\dots =f_{n}=0} равно 
{\displaystyle n!\cdot V(N_{1},\dots ,N_{n}),}

где {\displaystyle N_{i}} многогранник Ньютона многочлена {\displaystyle f_{i}} и {\displaystyle V(N_{1},\dots ,N_{n})} — их смешанный объём.

## Вариации и обобщения
- Многогранник Ньютона — Окунькова — аналогичная конструкция для типичных линейных комбинаций данных многочленов.[3]